# Zweite Moderne
Der Begriff Zweite Moderne wurde nach dem angeblichen Zusammenbruch einer sogenannten alten Ordnung der Ersten Moderne von Heinrich Klotz Anfang der 1990er Jahre für die Kunst und Architektur der Gegenwart geprägt.
Der Begriff wurde vom deutschen Soziologen Ulrich Beck für seine Thesen einer im Zuge der Globalisierung sich sowohl wirtschaftlich als auch gesellschaftlich-politisch veränderten Welt verwendet.

## Erste Moderne
Die (Erste) Moderne gilt als die Zeit ab der Aufklärung, zumal der Industrialisierung und der mit ihr voranschreitenden Bürokratisierung. Sie begann mit dem 18. Jahrhundert, und während dieser Zeit bildete sich die bürgerliche Gesellschaft sowie der Nationalstaat heraus. Sie wurde von Soziologen wie Max Weber (Wirtschaft und Gesellschaft, 1922) und Ferdinand Tönnies (Geist der Neuzeit, 1935) klassisch beschrieben.

## Zweite Moderne
Die Theorie der Zweiten Moderne besagt, dass eine Radikalisierung der Moderne – worunter u. a. Autonomie des Individuums, Rationalisierung und Fordismus fallen – existiere. Beck benutzt auch den Begriff Risikogesellschaft. Die Zweite Moderne, die mit Mitte/Ende des 20. Jahrhunderts begann, umfasse den Prozess der nunmehr fast allgegenwärtigen Globalisierung mit prekären Arbeitsverhältnissen sowie die Herausbildung einer Weltgesellschaft. Die zweite Moderne könne man als kulturelle Reaktion auf die Digitale Revolution betrachten.
Ein wesentliches Unterscheidungsmerkmal zwischen Erster und Zweiter Moderne sei die Unrevidierbarkeit der entstandenen „Globalität“. Die oben genannten neuen Prinzipien, die unter anderem Phänomene der Globalisierung seien, gerieten zunehmend in Konflikt mit den Institutionen der Ersten Moderne, z. B. mit dem Nationalstaat. Im Zuge dieser Entwicklung erhalten demnach die transnationalen Konzerne zunehmend Macht, wohingegen die Macht der Nationalstaaten in Relation dazu immer weiter abnehme, der Nationalstaat also an Souveränität verliert. Dies bringe eine Zunahme von Problemen mit sich, die heute fast überall zu beobachten seien.
Als Beispiele hierfür werden die Konflikte zwischen realen und virtuellen Steuerzahlern, die Reduktion des Sozialstaates gekoppelt mit der Zunahme der sozialen Ungleichheit, die Abnahme der sozialen Integration sowie die erschwerte Durchsetzbarkeit nationaler Rechtsvorschriften genannt.
Die Kernfrage der Zweiten Moderne ist die Suche nach Lösungen für die entstehenden Herausforderungen durch Globalisierung, Flexibilisierung, zunehmende Arbeitslosigkeit, Umweltbelastung sowie die Erosion funktionierender politischer, sozialer und kultureller Systeme.
Die genaue Definition der Zweiten Moderne ist noch unscharf und befindet sich  in der Entwicklung. Es hängt dies auch davon ab, ob es überhaupt ein erst gegenwärtiger und noch relativ neuer Prozess ist, der weiterer Studien bedarf, oder ob seine zentralen Merkmale nicht bereits frühneuzeitlich sind (Globalisierung) und die Kritik im Wesentlichen bereits vor 200 Jahren z. B. in der Romantik und in der deutschen idealistischen Philosophie geübt worden ist.
Ulrich Beck will mit seinen Ausführungen den Blick für ein Neues und die damit verbundenen Probleme schärfen. Das Neue, das sich in der westlichen, kapitalistischen Gesellschaft abzeichnet, wird von mehreren weiteren Soziologen beschrieben – z. B. von Daniel Bell und Anthony Giddens. Charakteristische Schlagworte sind beispielsweise das von Jürgen Habermas geprägte der „neuen Unübersichtlichkeit“, der von Ulrich Beck verwendete Terminus „Risikogesellschaft“ und der Ausdruck flexibler Mensch, der von Richard Sennett stammt. Ulrich Beck und die Autoren der Edition Zweite Moderne haben die Hoffnung, dass es den Menschen gelingen werde, ihre Zukunft dadurch vernünftig zu gestalten, dass auf der Grundlage einer Analyse der gegenwärtigen (globalen) Probleme Verbesserungsansätze entwickelt werden.
Der Terminus „Zweite Moderne“ konnte sich bisher in den Sozialwissenschaften nicht durchsetzen. Die darin gefassten Phänomene werden jedoch, wie oben geschildert, von vielen Soziologen ähnlich charakterisiert. Andere und zahlreiche Ökonomen betrachten die Auswirkungen der Globalisierung positiver.